# Гіоргі Мерабішвілі
Гіоргі Мерабішвілі (груз. გიორგი მერებაშვილი, нар. 15 серпня 1986, Тбілісі) — грузинський футболіст, півзахисник клубу «Вісла» (Плоцьк).
Виступав, зокрема, за клуб «Динамо» (Тбілісі), а також національну збірну Грузії.
Триразовий чемпіон Грузії. Триразовий володар Кубка Грузії.

## Клубна кар'єра
Народився 15 серпня 1986 року в місті Тбілісі. Вихованець футбольної школи клубу «Динамо» (Тбілісі). Дорослу футбольну кар'єру розпочав 2005 року в основній команді того ж клубу, в якій провів п'ять сезонів, взявши участь у 108 матчах чемпіонату. Більшість часу, проведеного у складі тбіліського «Динамо», був основним гравцем команди. У складі тбіліського «Динамо» був одним з головних бомбардирів команди, маючи середню результативність на рівні 0,33 голу за гру першості. За цей час виборов титул чемпіона Грузії, ставав володарем Кубка Грузії.
Згодом з 2010 по 2016 рік грав у складі команд клубів «Воєводина», «Динамо» (Тбілісі), ОФІ, «Верія» та «Левадіакос».
До складу клубу «Вісла» (Плоцьк) приєднався 2016 року. Станом на 20 березня 2019 року відіграв за команду з Плоцька 82 матчі в національному чемпіонаті.

## Виступи за збірні
Протягом 2006–2008 років залучався до складу молодіжної збірної Грузії. На молодіжному рівні зіграв у 8 офіційних матчах, забив 1 гол.
У 2008 році дебютував в офіційних матчах у складі національної збірної Грузії.

## Титули і досягнення
- Чемпіон Грузії (3):

«Динамо» (Тбілісі): 2007-2008, 2012-2013, 2013-2014
- Володар Кубка Грузії (3):

«Динамо» (Тбілісі): 2008-2009, 2012-2013, 2013-2014